# Corydoras aeneus
Corydoras aeneus és una espècie de peix de la família dels cal·líctids i de l'ordre dels siluriformes que es troba a Sud-amèrica: des de Colòmbia i l'Illa de Trinitat fins al riu de La Plata.
Els mascles poden assolir els 7,5 cm de longitud total.